# Ida Brun
Ida Brun, född 1792, död 1857, var en dansk sångare och dansare, känd som pantomimdansare. Hon fick namnet Ida Bombelles efter sitt giftermål 1816, men hon avslutade sin karriär vid sitt giftermål och var under sin verksamhetstid känd som Ida Brun.